# Chrysobothris ohbayashii
Chrysobothris ohbayashii es una especie de escarabajo del género Chrysobothris, familia Buprestidae. Fue descrita científicamente por Kurosawa en 1948.